# شکار انسان (فیلم)
شکار انسان فیلمی به کارگردانی ناصر محمدی و نویسندگی مازیار بازیاران ساختهٔ سال ۱۳۵۰ است.

## خلاصه داستان
سه جوان مست که قصد تجاوز به همسر مرد جوانی را دارند با عکس‌العمل شدید مرد در دفاع از ناموسش مواجه می‌شوند و زن را به قتل می‌رسانند…

## بازیگران
- جمشید مشایخی
- مرجان
- محمدتقی کهنمویی
- یدالله محمدی‌نژاد
- نرسی کرکیا
- گیتا جمالی
- ریحانه
- شهریار